# Museo Nebuta Wa Rasse
El museo Nebuta Wa Rasse (ねぶたの家 ワ・ラッセ Nebuta no ie Wa Rasse?) es una institución municipal de Aomori, capital de la prefectura homónima al norte de Japón. Presenta una exposición rotativa, que consta de cuatro carrozas del último festival Nebuta, junto con material audiovisual relacionado con la festividad. El museo abrió sus puertas en enero de 2011.

## Historia
El concepto del museo formó parte del «Plan básico para la renovación del área de la estación de Aomori» en 2004. El plan se concibió para mantener la presencia turística y comercial en el centro de Aomori tras la inauguración en 2010 del Tōhoku Shinkansen y la estación Shin-Aomori, que sustituirían a la línea principal de Tōhoku y la estación de Aomori, lo que podría derivar en un desplazamiento del tráfico de pasajeros fuera del distrito central de la ciudad. También contemplaba la construcción de un centro cultural público cerca de la estación antigua, centrado en el festival de verano Aomori Nebuta, que se celebra anualmente en el paseo marítimo de la bahía de Aomori.
El nombre ねぶたの家 ワ・ラッセ (Nebuta no ie Wa Rasse?) se decidió en 2009. El exterior del edificio, de vigas de acero verticales rojas en forma de cinta, fue diseñado para evocar la sensación visual de la luz pasando a través de los antiguos bosques de hayas de Aomori, como los que se encuentran en Shirakami-Sanchi, em tanto que regula la cantidad de luz natural que penetraba al interior del museo. El museo fue abierto al público el 5 de enero de 2011. Otro museo privado dedicado al festival en las faldas de los montes Hakkōda, llamado Nebuta no Sato, cerró dos años después de la apertura del museo Nebuta Wa Rasse debido a la competencia de la ubicación más central de este último.

## Exposiciones

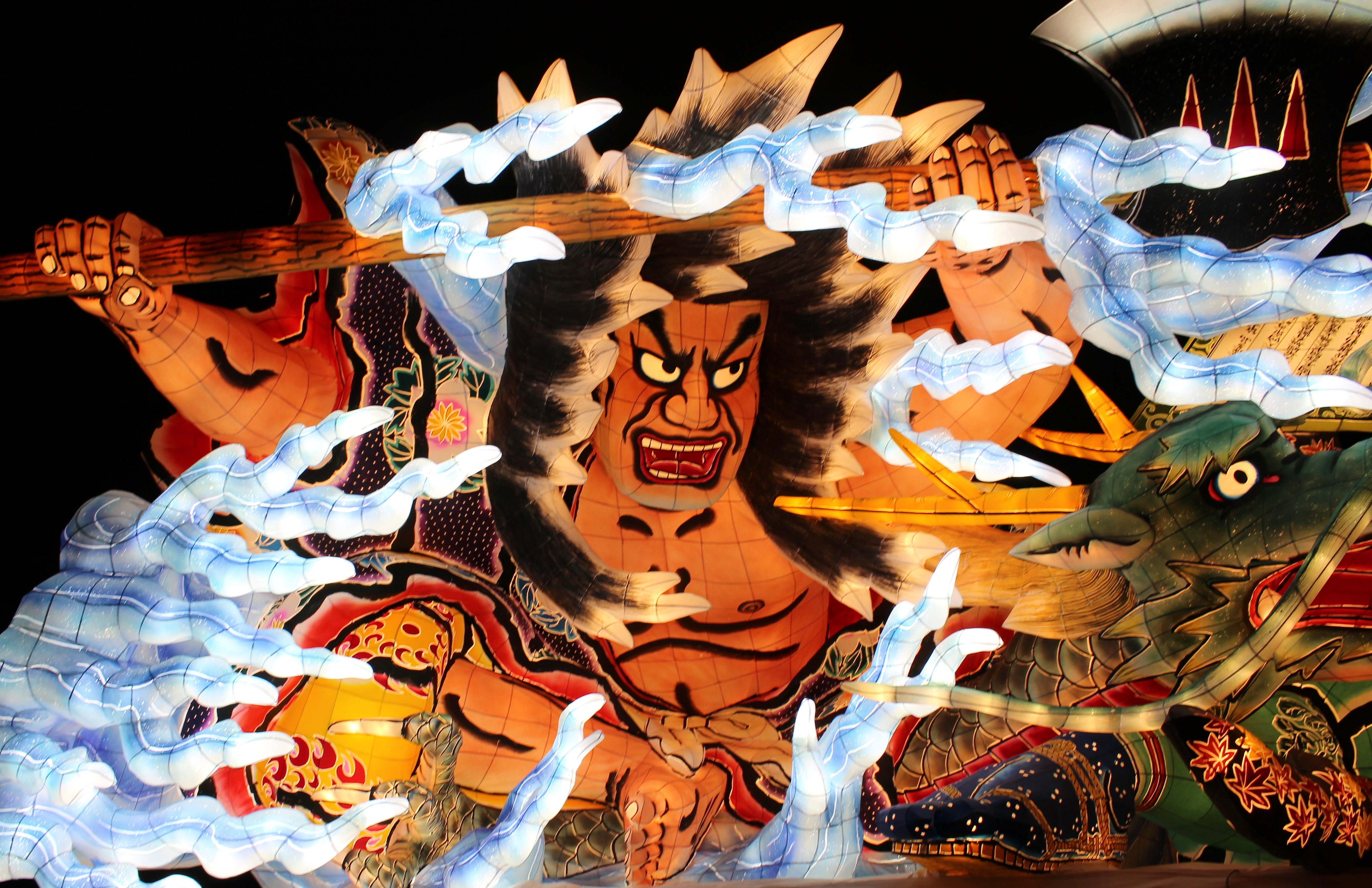
Una carroza expuesta en 2013 en el museo.

El museo consta de dos plantas de exposiciones, y su recorrido comienza en la segunda planta. La primera sala de exposiciones contiene fotografías y vídeos de la historia del festival. El piso superior conduce a un balcón con vistas a la zona principal de exposiciones del museo, donde se conservan grandes carrozas Nebuta. Cada año, se seleccionan cuatro nuevas carrozas para su exhibición en esta zona. Las carrozas antiguas se retiran de la exposición tras la instalación de las nuevas. La sala de exposiciones se oscurece para que las Nebuta puedan iluminarse e imitar su aspecto durante el festival.
El museo también ofrece una experiencia Haneto de treinta minutos de duración tres veces al día, donde los visitantes pueden experimentar diversos aspectos del festival en la gran área de exhibición entre las cuatro carrozas Nebuta. La experiencia emula el festejo, que fue designado Bien Cultural Inmaterial de Importancia Popular en 1980 y como uno de los 100 Paisajes Sonoros de Japón por el Ministerio de Medio Ambiente en 1996.